# Abdulino
Abdulino (russisch Абду́лино) ist eine Stadt mit 20.173 Einwohnern (Stand 14. Oktober 2010) in Russland in der Oblast Orenburg nahe der Grenze zur Teilrepublik Baschkortostan. Sie befindet sich am Tiris (einem kleinen Nebenfluss des Ik im Flusssystem der Wolga), rund 280 km nordwestlich der Gebietshauptstadt Orenburg.

## Geschichte
Erstmals erwähnt wurde Abdulino im Jahr 1795; der Ortsname geht zurück auf einen ehemaligen Dorfältesten namen Abdullah Jakupow, der zu einem der in dieser Gegend angesiedelten Turkvölker gehört haben muss. Anfangs hieß das Dorf Abdulowo und zählte nur 37 Seelen, seit 1811 hat der Ort seinen heutigen Namen.
Eine nennenswerte wirtschaftliche Bedeutung erlangte Abdulino erst Ende des 19. Jahrhunderts mit dem Bau der Eisenbahnlinie von Samara nach Ufa. Die nunmehr verkehrsgünstige Lage löste ein Wachstum der Bevölkerung und der Industrie aus; 1895 entstand im Ort eine Fabrik zur Aufbereitung von Buchweizen, kurze Zeit später folgten weitere Betriebe zur Verarbeitung landwirtschaftlicher Erzeugnisse. 1923 erhielt Abdulino Stadtrechte.

### Bevölkerungsentwicklung
| Jahr | Einwohner |
| ---- | --------- |
| 1939 | 24.282    |
| 1959 | 29.976    |
| 1970 | 26.010    |
| 1979 | 23.054    |
| 1989 | 22.639    |
| 2002 | 21.537    |
| 2010 | 20.173    |

Anmerkung: Volkszählungsdaten

## Wirtschaft und Verkehr
Heute ist Abdulino vor allem ein wichtiger Eisenbahnknotenpunkt an der Hauptstrecke von Moskau nach Tscheljabinsk, weshalb ein beträchtlicher Teil der Stadtbevölkerung bei der Russischen Staatsbahn arbeitet. Weiterhin befinden sich in der Stadt unter anderem diverse Betriebe der Nahrungsmittelindustrie.